# Saint-Loup (Creuse)
Saint-Loup é uma comuna francesa na região administrativa da Nova Aquitânia, no departamento de Creuse. Estende-se por uma área de 18,82 km². Em 2010 a comuna tinha 184 habitantes (densidade: 9,8 hab./km²).